# Nový světový řád (konspirační teorie)
Nový světový řád (též známé jako zkratka NWO, podle anglického New World Order) je konspirační teorie, která tvrdí, že malá skupina mezinárodních elit ovládá a manipuluje vlády, průmysl a mediální organizace po celém světě a že primárním nástrojem, který používá k ovládnutí národů, je systém centrálního bankovnictví. Jedná se o teorii, která se stala populární po roce 1990.

## Obsah teorie
Teorie tvrdí, že skupina konspirátorů financovala a v některých případech i způsobila většinu velkých válek za posledních 200 let, a to zejména prováděním útoků pod falešnou vlajkou (aby získala na svou stranu veřejné mínění). Podle konspiračních teoretiků tato skupina napomohla třeba rozpoutání 1. a 2. světové války, války ve Vietnamu; stojí za útoky z 11. září 2001 (o této události pojednává Konspirační teorie o útocích z 11. září) či za bojem proti terorismu.
Také má rozhodující vliv na světovou ekonomiku a úmyslně způsobuje inflaci a krize. Podle této teorie se nalézají tajní agenti pracující pro Nový světový řád ve vysokých funkcích ve vládách a průmyslu. Také údajně manipulují s mainstreamovými masmédii, která mají mít za úkol vysílat hlavně neškodnou zábavu a udržovat lidi v nevědomosti. Za agenty nového světového řádu jsou považováni mezinárodní bankéři, zejména vlastníci soukromých bank zapojených do Federálního rezervního systému, Bank of England a jiných centrálních bank, a členové Rady pro zahraniční vztahy, Trilaterální komise a skupiny Bilderberg. Nový světový řád také má mít pod kontrolou nadnárodní a globální organizace, jako jsou Evropská unie, Organizace spojených národů, Světová banka, Mezinárodní měnový fond a navrhovaná Severoamerická měnová unie.
Podle teorie tato skupina konspirátorů touží dosáhnout jedné světové měny a jediné světové vlády. Někteří konspirační teoretici tvrdí, že chtějí lidem implantovat RFID čipy a uskutečnit tak tzv. čipovou totalitu, nebo dokonce uměle redukovat lidskou populaci.
V rámci některých teorií se také uvádí, že do Nového světového řádu jsou zainteresována i různá tajná společenství, např. ilumináti, oligarchové nebo svobodní zednáři.

#### Česky
- Klaus, Václav. Kde začíná zítřek ISBN 978-80-242-2599-9
- Šíma, Josef: Sjednocování Evropy - o hledání evropské identity a zneužití myšlenky Evropy bez hranic (pdf)
- Grandt, Guido. Černá kniha svobodných zednářů ISBN 978-80-242-2585-2
- Lebor, Adam. Hitlerovi tajní bankéři. Alpress, Frýdek-Místek, 1997 ISBN 80-7218-070-3
- Roder, Thomas, KUBILLUS, Volker. Muži za Hitlerem: Architekti hrůzy Votobia, 2000 ISBN 80-7198-421-3
- Laughland, John. Znečištěný pramen. Nedemokratické počátky evropské ideje, Prostor Praha 2001
- Booker, Christopher, North, Richard. Skryté dějiny evropské integrace od roku 1918 do současnosti, Barrister & Principal (2006), ISBN 80-7364-026-0
- Jedlička, Vít. Neomalthusiánská depopulační politika a Nový světový řád vyšlo v CEP: Sborník 81/2010 " Thomas Malthus - 175 let od smrti" (online)

#### Anglicky
- ALLEN, Gary. None Dare Call It Conspiracy. [s.l.]: Buccaneer Books, 1971. ISBN 0-89966-661-2.
- ALLEN, Gary. Rockefeller: Campaigning for the New World Order. [s.l.]: American Opinion, 1974.
- ALLEN, Gary. Say "No!" to the New World Order. [s.l.]: Concord Press, 1987.
- ABRAHAM, Larry. Call it Conspiracy. [s.l.]: Double a Publications, 1988. Dostupné online. ISBN 0-9615550-1-7.
- CARR, William Guy. Pawns in the Game. [s.l.]: Legion for the Survival of Freedom, Incorpora, 1954. ISBN 0-911038-29-9.
- COOPER, Milton William. Behold a Pale Horse. [s.l.]: Light Technology Publications, 1991. ISBN 0-929385-22-5.
- CUDDY, Dennis Laurence. Secret Records Revealed: The Men, The Money and The Methods Behind the New World Order. [s.l.]: Hearthstone Publishing, Ltd., 1999. ISBN 1-57558-031-4.
- DAVISON, Mary M. The Profound Revolution. [s.l.]: The Greater Nebraskan, 1966.
- DICE, Mark. The New World Order: Facts & Fiction. [s.l.]: The Resistance, 2010. ISBN 0-9673466-7-3.
- JONES, Alan B. Secrecy or Freedom?. [s.l.]: ABJ Press, 2001. ISBN 0-9640848-2-1.
- KAH, Gary H. En Route to Global Occupation. [s.l.]: Huntington House Publishers, 1991. ISBN 0-910311-97-8.
- KEITH, Jim. Black Helicopters over America: Strikeforce for the New World Order. [s.l.]: Illuminet Press, 1995. Dostupné online. ISBN 1-881532-05-4.
- LINA, Jüri. Architects of Deception. [s.l.]: Referent Publishing, 2004.
- MARRS, Jim. Rule by Secrecy: The Hidden History That Connects the Trilateral Commission, the Freemasons, and the Great Pyramids. [s.l.]: HarperCollins, 2001. Dostupné online. ISBN 0-06-093184-1.
- MARTIN, Malachi. Keys of This Blood: Pope John Paul II Versus Russia and the West for Control of the New World Order. [s.l.]: Simon & Schuster, 1991. ISBN 0-671-74723-1.
- ROBERTSON, Pat. The New World Order. [s.l.]: W Publishing Group, 1992. ISBN 0-8499-3394-3.
- STILL, William T. New World Order: The Ancient Plan of Secret Societies. [s.l.]: Huntington House Publishers, 1990. Dostupné online. ISBN 0-910311-64-1.
- TEDFORD, Cody. Powerful Secrets. [s.l.]: Hannover, 2008. ISBN 1-4241-9263-3.
- WARDNER, James. The Planned Destruction of America. [s.l.]: Longwood Communications, 1994. ISBN 0-9632190-5-7.